# Bönans fyrplats
Bönans fyrplats är en fyrplats på ön Bönan utanför Gävle i Sverige. Fyrplatsen förklarades som statligt byggnadsminne den 14 december 1978.

## Historia
Vid platsen fanns ett fiskeläge som gradvis hade växt i omfattning under slutet av 1700-talet. Bofasta lotsar hade funnits sedan början av 1700-talet och en tullstation hade också upprättats vid slutet av 1700-talet. Handelssocieteten i Gävle ansökte 1839 till Förvaltningen av Sjöärendena om att få uppföra en fyr vid platsen, det gamla fyrtornet som i trä stod klart året efter. Byggnationen sponsrades med medel från förvaltningen och timmer donerat av staden Gävle. Fyren var fotogendriven och ljuset förstärktes av fyra speglar.
Kring sekelskiftet 1900 underkändes fyren vilket ledde till att en ersättare uppfördes år 1902 på närbelägna Limön samt att det gamla fyrtornet på Bönan släcktes. Som ersättare till det gamla fyrtornet anlades år 1920 en AGA-fyr som elektrifierades 1950. Under 1960-talet var lotsverksamheten som störst med omkring 6  000 lotsutryckningar per år. Själva fyren övertogs 1972 av Sjöfartsverket, som 1973 och 1994 rustade upp de gamla byggnaderna. Vid fyrplatsen har Sjöfartsverket även en radaranläggning med antennhöjd på 26 meter.